# سیارک ۱۷۵۶۱۳
سیارک ۱۷۵۶۱۳ (به انگلیسی: 175613 Shikoku-karst، نامگذاری:2006VB95) صد و هفتاد و پنج هزار و ششصد و سیزدهمین سیارک کشف شده‌است که در ۱۲ نوامبر ۲۰۰۶ کشف شد.